# Anna Piers
Anna Francisca Piers (Beveren-Waas, 10 februari 1664 – 1 augustus 1751) is de stichteres van de congregatie van Onze-Lieve-Vrouw-Presentatie te Beveren. Ze zette zich te Beveren in voor het armen- en wezenonderwijs.

## Levensloop
Anna Piers werd geboren als zesde van tien kinderen in de adellijke familie van Petrus Franciscus Piers (1626–1693) en Anna Maria de Jonghe (1634- 684). Haar vader was advocaat en burgemeester van Beveren van 1653 tot 1674 en rentmeester over de bezittingen van de hertogen van Arenberg, de heren van Beveren. Haar moeder stamde uit een oud Waas adellijk geslacht. Het gezin betrok een herenhuis in de Vrasenestraat, vandaag gekend als Huis Piers.
Na de dood van haar vader besluit ze haar leven aan God en aan de minstbedeelden te wijden. Ze richtte rond 1694 samen met haar vier zussen een armenschool op voor meisjes, vooral weeskinderen, in een pand tegenover haar ouderlijke huis. Het grote succes noodzaakte haar een nieuw onderkomen te zoeken. Uiteindelijk wendde ze haar fortuin aan om Hof ter Welle, omgedoopt tot Geestelijk Hof, in 1723 aan te kopen en om te bouwen tot weeshuis.
Ze verschafte er onderdak aan jonge ouderloze meisjes en leerde hen lezen, schrijven en handwerken (vooral kantwerk), zodat zij op volwassen leeftijd konden voorzien in hun eigen levensonderhoud. De losse groep van “geestelijke dochters” werd in 1727 erkend als congregatie met als benaming Zusters van Onze-Lieve-Vrouw Presentatie, in de volksmond “Zusters van het Geestelijk Hof”. Door haar levendige contacten met de jezuïeten in Antwerpen baseerde ze haar leefregel op de spiritualiteit van Ignatius.
In 1732 vierde ze haar gouden jubileum als geestelijke dochter. Net voor haar overlijden in 1751 gaf ze opdracht om aan de zuidzijde van het kasteel een monumentale éénbeukige kapel in barokstijl te bouwen, naar een ontwerp van architect Bernardus de Wilde en J.B. Manderschaidt. Anna Piers werd begraven in de Sint-Martinuskerk in Beveren.
Het Anna Piersinstituut is ondertussen opgegaan in de Sint-Maartenscholencampus.

## Trivia
Haar naam en doelstellingen leven in Beveren verder. Om ook in de toekomst het werk van Anna Piers veilig te stellen en verder te zetten, geven de zusters van Onze-Lieve-Vrouw-Presentatie via Huis de Rank vorm aan hun grote droom.
De Anna Piersdreef leidt naar het Hof ter Welle. Vzw Hof ter Welle is een door de Vlaamse overheid erkende en gesubsidieerde vereniging die als kernopdracht heeft begeleiding te organiseren voor kinderen, jongeren en hun gezinnen in verontrustende opvoedingssituaties. In het tehuis Hof ter Welle verblijven kinderen en jongeren die tijdelijk niet meer thuis wonen.
Met een culinaire themawandeling in Beveren kan men kennis maken met haar leven en werk.

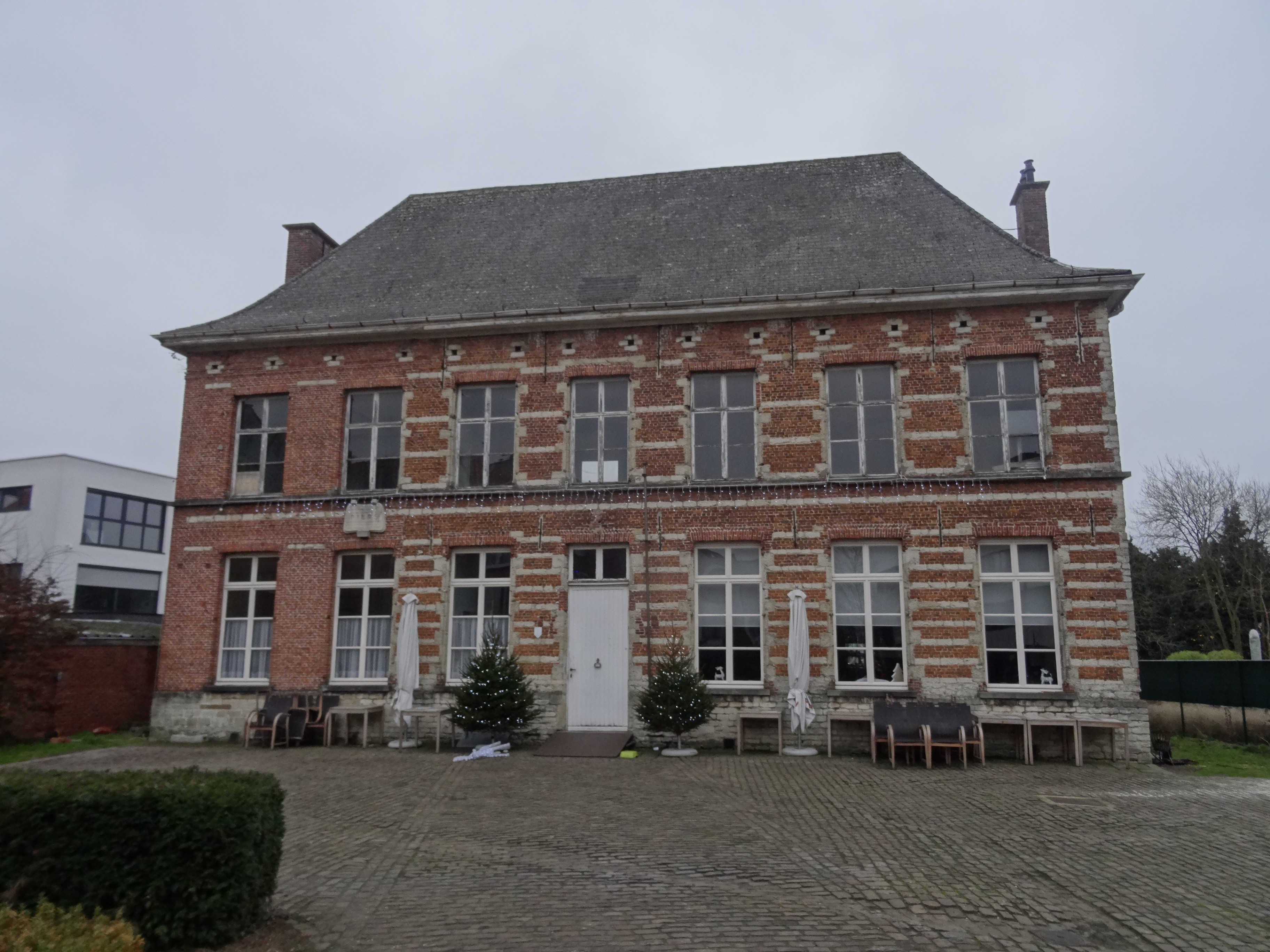
Het geboortehuis Huize Piers
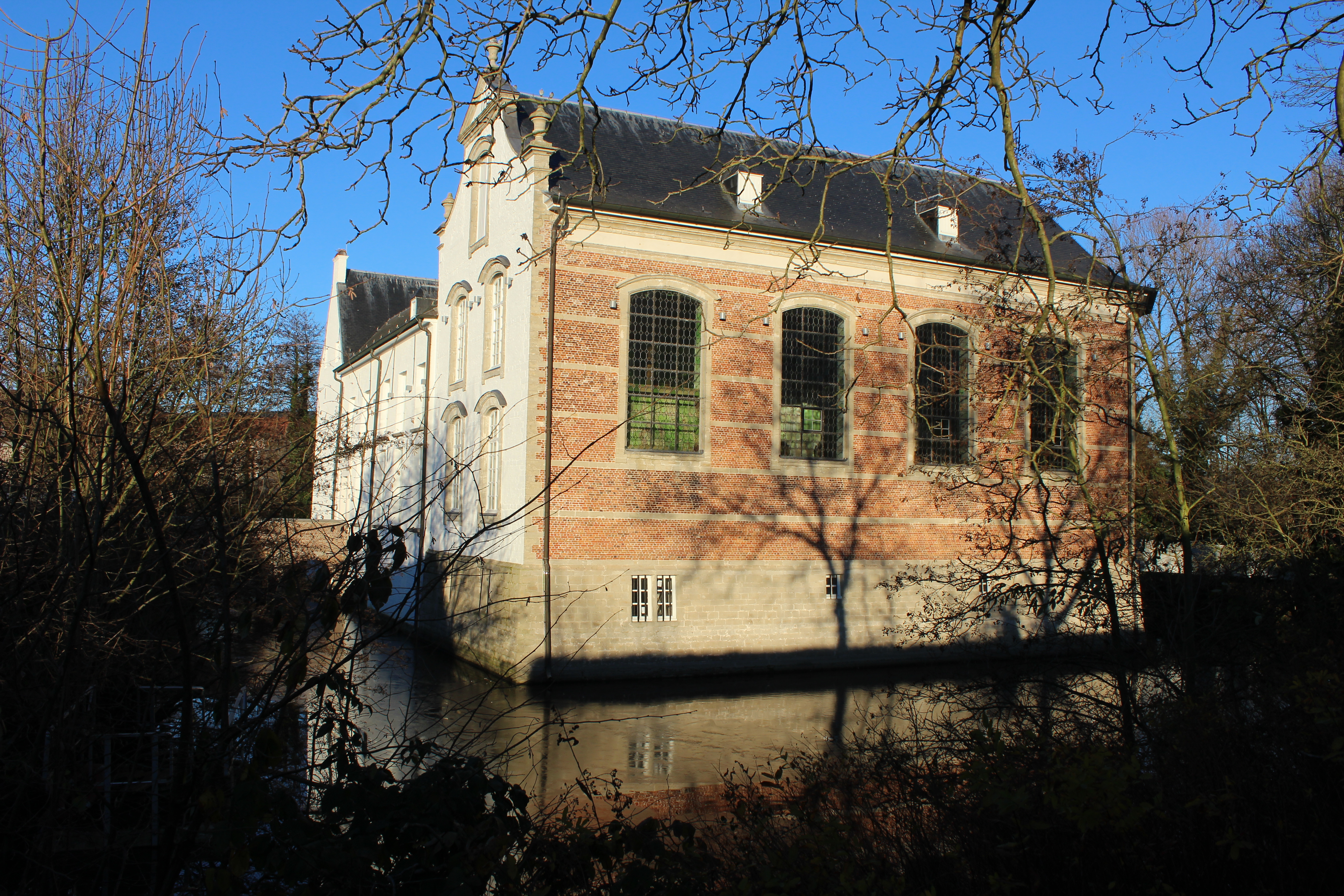
Hof ter Welle
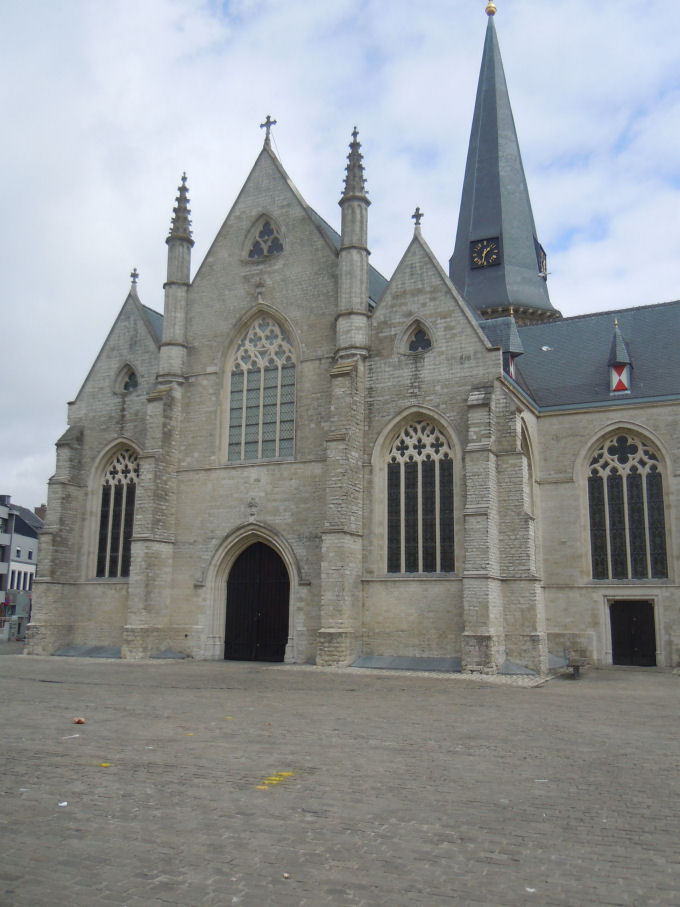
Sint Martinuskerk